# Slaveri i Bysantinska riket
Slaveri i Bysantinska riket byggde ursprungligen på samma lagar och regler som hade reglerat slaveri i Romerska riket. Slaveriet blev aldrig avskaffat, men kyrkan bedrev en retorik mot slaveriet, och allteftersom det fasades ut av livegenskap på landsbygden från 900-talet hade det på 1200-talet övergått till ett marginellt fenomen. 

## Historik
Slaveriet behölls i det kristna Östromerska riket, som efter Västroms fall 476 kom att kallas Bysantinska riket. Den kristna kyrkan fördömde i sin retorik moraliskt slaveriet som en produkt av människans girighet, men slaveriet blev aldrig avskaffat, utan var fortsatt lagligt.
Justinianus införde på 500-talet reformer som gjorde slavarna lagligt ansvariga för brott och definierade dödandet av slavar som mord, men de behöll sin status som mänskliga handelsvaror som kunde säljas och köpas. Det fanns godsägare som ägde tusentals slavar, men på landsbygden övergick slaveri gradvis till livegenskap, och det bysantinska slaveriet beskrivs som ett till större delen urbant fenomen.
Människor förbjöds att sälja sig själv som slavar, men slaveri var ärftligt, och en stor källa till slaveri var krigsfångar. Under 900-talet ska slaveriet i Bysans ha nått sitt maximum, till stor del på grund av de mängder med krigsfångar som de bysantinska krigstågen på Balkan tillfångatagit. Vikingar, balter och slutligen ryska slavhandlare sålde slavar via Volgas handelsrutt i Ryssland till Konstantinopel i Bysans, som under 900-talet beskrivs som ett stort centrum för slavhandel. Slavarna i Bysantinska riket var muslimer eller hedningar som tillfångatagits i krigståg av bysantinarna själva. Genom slavhandelsrutten i Ryssland kom även hedniska slaver, balter och finnar, och genom vikingarna även katolska västeuropéer.
Slaveriet avskaffades aldrig i Bysans, men efter 900-talet började det alltmer ebba ut och minska i betydelse. Under 1200-talet importerades fortfarande slavar från Baltikum och troligen Finland genom Ryssland och italienska handelsmän på Krim och Kreta. Det tycks då av allt att döma ha övergått till ett marginellt urbant fenomen.